# Ruimtegilde
Het Ruimtegilde is een fictieve organisatie uit het Duin-universum van de Amerikaanse sciencefiction-schrijver Frank Herbert. Het Gilde heeft een monopolie op interstellair vervoer en bankverkeer. Enkel de Hooglinieschepen van het Ruimtegilde zijn in staat op veilige wijze sneller dan het licht te reizen. Hiertoe gebruiken de navigators van het Gilde de specie, een narcoticum dat hen in staat stelt in de toekomst te kijken, om een veilige koers uit te zetten voor het schip.
De specie kan alleen worden gevonden op de woestijnplaneet Arrakis, beter bekend als Duin, en kan (gedurende de eerste drie boeken) niet gesynthetiseerd worden.